# 彈匣
彈匣（英語：magazine）是一種為可連續射击的槍械儲存并供應彈藥的容器。這種容器包含可拆卸與固定兩類，最主要的功用是將預先安裝在彈匣內的彈藥在射擊過程當中依序的送入槍機當中。
彈匣有多種大小與形狀，以搭配各類槍械和使用場合。容量較少的彈匣只有數發的容量，較大的則可以安裝數百發子彈。

## 彈匣類型

### 弹仓
固定式弹匣（fixed magazine），也称内置式弹匣（internal magazine）或整合式弹匣（integral magazine），中文又称弹仓，是指永久性/半永久性安装在枪体内的供弹具。

#### 管式彈倉
管式弹仓（tubular magazine）是最早被使用在制式枪械上的一种内置弹匣，现今主要使用在霰彈槍、泵動式榴彈發射器及桿动式步槍上，可分為單管及雙管式，一般固定在槍管下方，彈藥以頭尾接連方式蓄入管式彈倉。
由于在仓中的子弹首尾顺次排列，在枪械摇晃震动时后面的子弹有可能顶在前面子弹的底火上将其击发、造成走火事故，因此该种方式适合钝头（如 40 毫米榴弹）、缩头（空尖弹）或平头（霰弹）的弹药，而不适合尖头的普通步枪 / 手枪弹。

#### 盒式弹仓
内置盒式弹仓（internal box magazine）是早期栓动步枪常见的供弹具，通常是在枪托里凿出空间并嵌入一个储蓄子弹的容器，用容器底部的弹簧供弹板将子弹依次顶出。

### 可拆式弹匣

#### 盒式弹匣

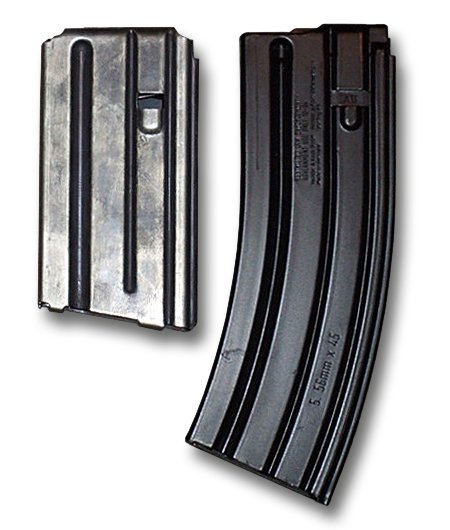
兩種STANAG彈匣，左為柯爾特（Colt）生產的20發彈匣，右為黑克勒-科赫（Heckler & Koch）生產的30發彈匣。

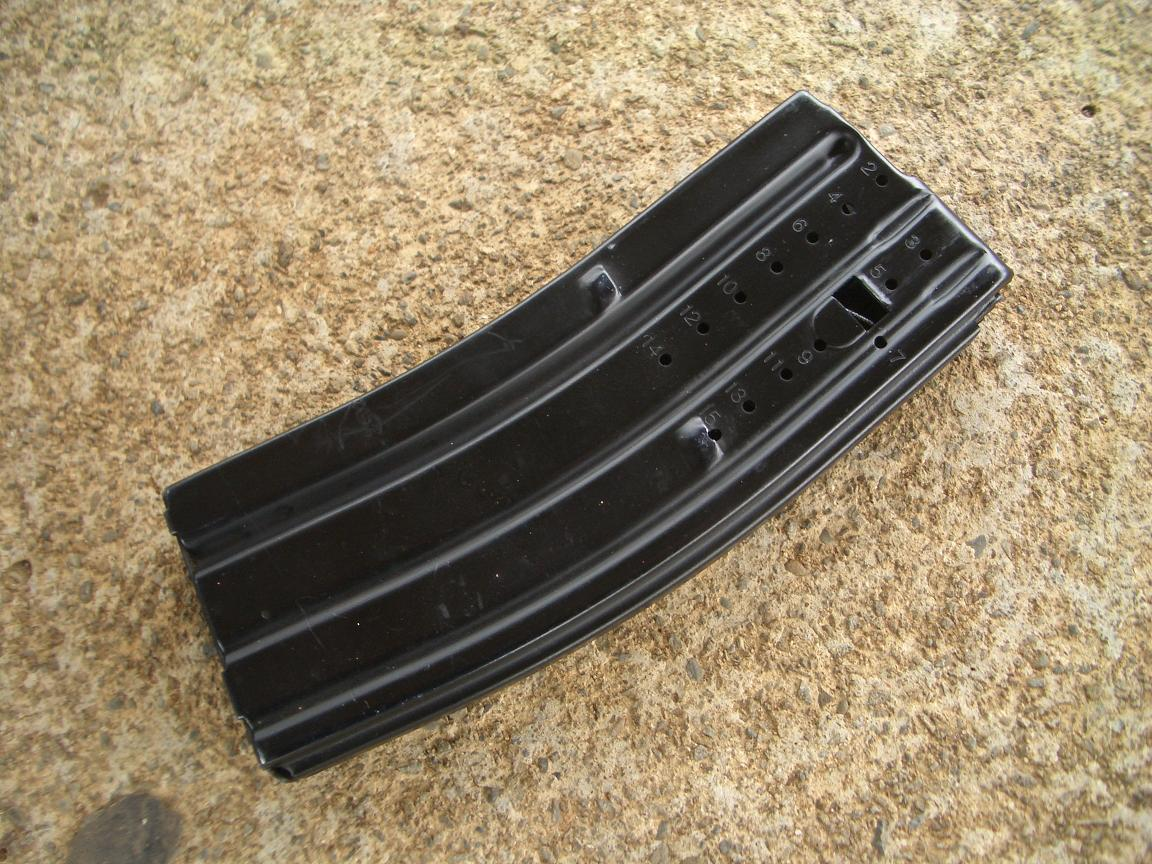
中華民國國軍T91的30發可視式STANAG彈匣

可拆式盒式彈匣（detachable box magazine）為最常見的供彈具，以內部的彈簧把彈藥推至彈匣口，一般使用在手槍、自動霰彈槍、衝鋒槍、步槍、机枪等需要连续射击的枪械上。从蓄弹形式上则可以分为單排、雙排、四排彈匣：單排彈匣結構較簡單且闊度較小，但裝彈量低；雙排彈匣彈藥為左右排列方式，通常裝彈量較高（以相同高度計算），但尺寸較大；四排彈匣則為一種更高裝彈量的彈匣，尺寸更大，彈藥以各雙二排的方式排列，在彈匣末段變為雙二進一。可拆式彈匣多為現代槍械使用，在彈匣內彈用完後就可快速更換另一個，而固定式彈匣則需要以彈夾壓入彈藥，只在進行分解維護時才拆開。

#### 旋轉式彈匣

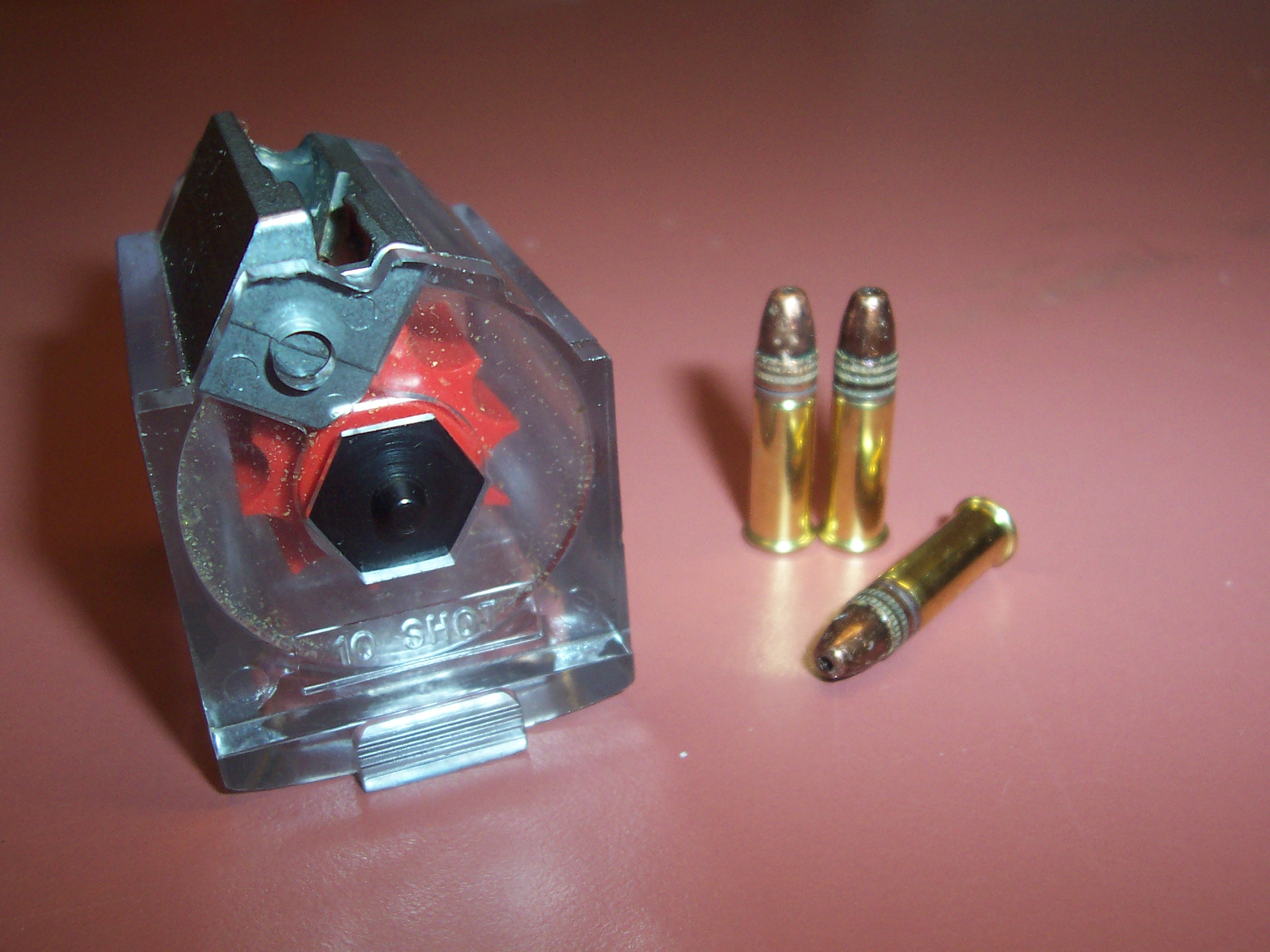
以扣鏈齒推動的Ruger 10/22可拆旋轉式彈匣。

旋轉式彈匣（rotary magazine）常見於手動步槍上，以扣鏈齒或撥彈杆推動，分為可拆式及固定式，一般只能裝十發彈藥或以下。

#### 彈鼓
彈鼓（drum magazine）為輕機槍等連發槍械常用的供彈具，裝彈量比盒型彈匣為高，彈藥經旋轉撥彈輪由內至外到達供彈口，可分單室及雙室設計。

#### 彈盤

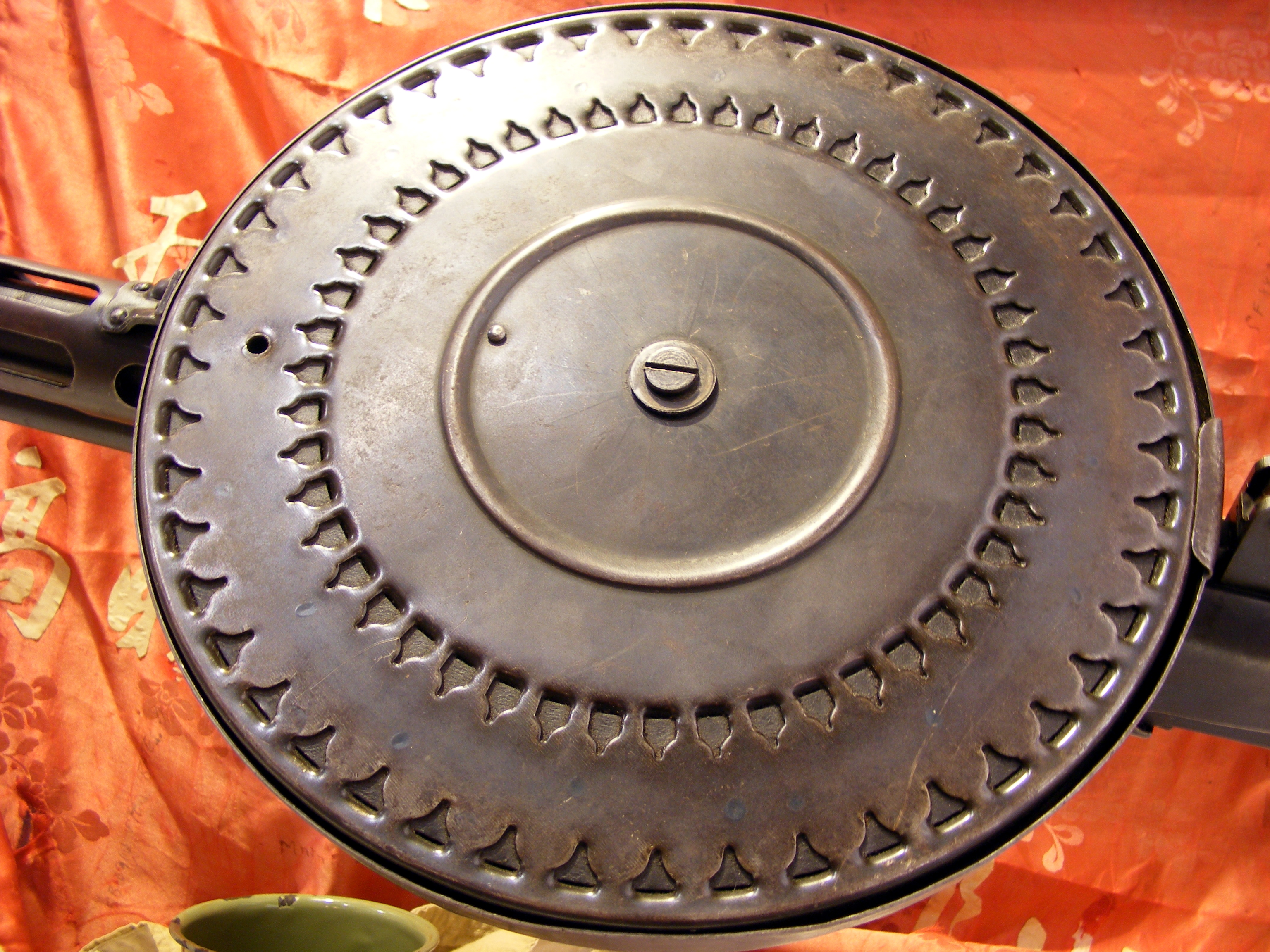
DP機槍的弹盘，可裝彈47發。

彈盤（pan magazine）有時又稱為平盤式彈匣，是一種類似彈鼓的供彈具，但彈藥排列方式不同，彈頭指向轉軸軸心，以彈簧的力量使整個彈盤旋轉，從而把彈藥送進槍機。

#### 彈筒
彈筒（helical magazine）為一種大容量螺旋式供彈具，主要對應手槍彈，彈藥以螺旋方式排列。彈筒對生產技術的要求較高，同時較難維持可靠性，裝填彈藥步驟煩複，或需專門工具。

## 按进弹类型区分
弹匣有单进与双进之分，即同时有几排枪弹进入供弹位置。也经常和弹匣牌数共同给出，如：单排单进，双排单进，双排双进，四排双进等。
单进广泛用于手枪和部分冲锋枪（毫无疑问所有单排弹匣都是单进），优点是有利于减小武器宽度，缺点是可靠性较低；双进广泛用于冲锋枪、自动步枪和少数手枪（比如斯捷奇金自動手枪，采用20发双排双进弹匣），可靠性较高而体积也相应稍大。
更形象地举例，AK系列、AR-15系列等现代步枪采用的是双进弹匣（双排双进），大部分大容量现代手枪和斯登、M-3 “黄油枪”等冲锋枪采用的是单进弹匣（双排单进）。